# Giovanni Antonio Farina (1718-1787)

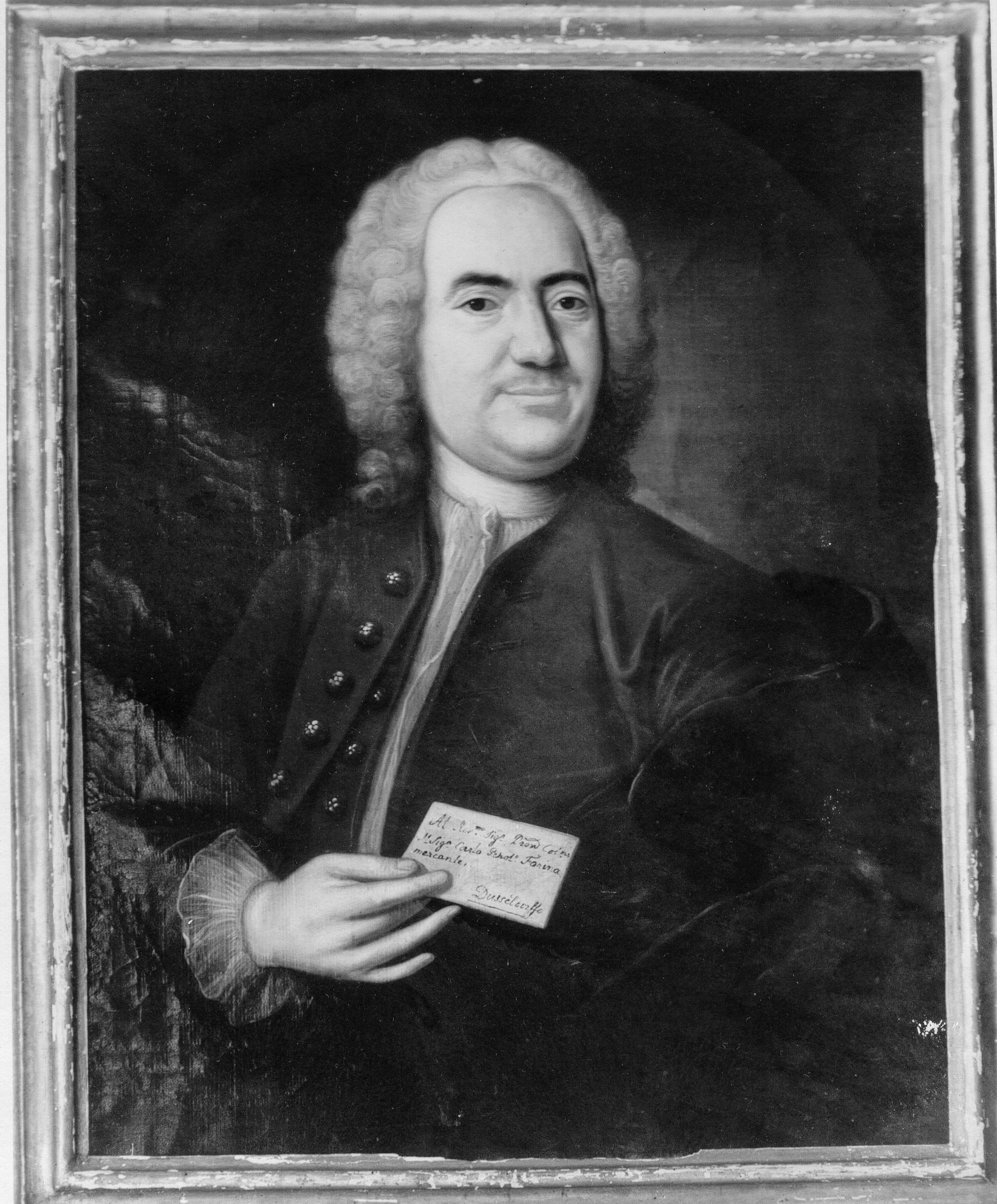
Carlo Gerolamo Farina 1693-1762

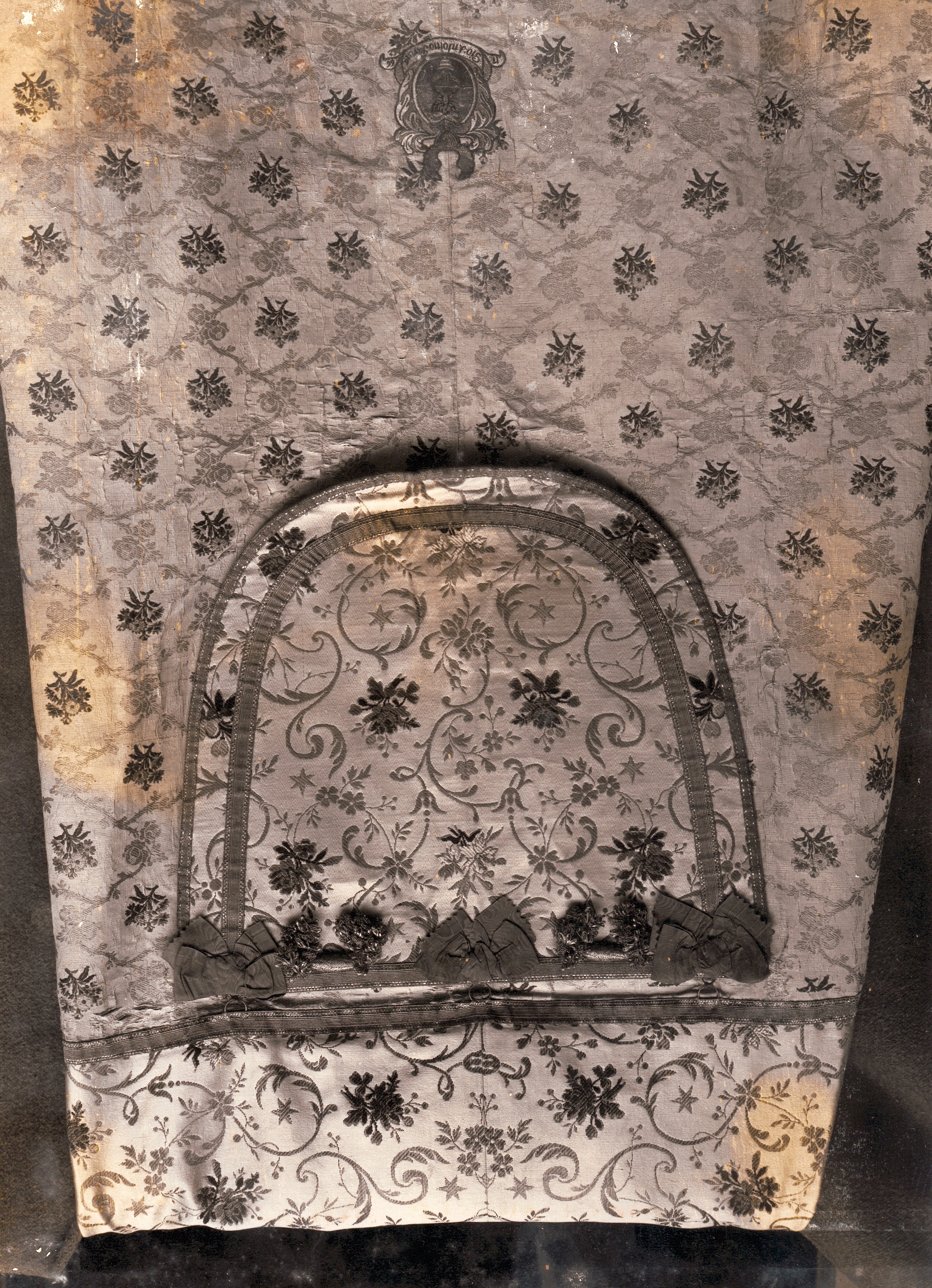
Gio Antonio Farina

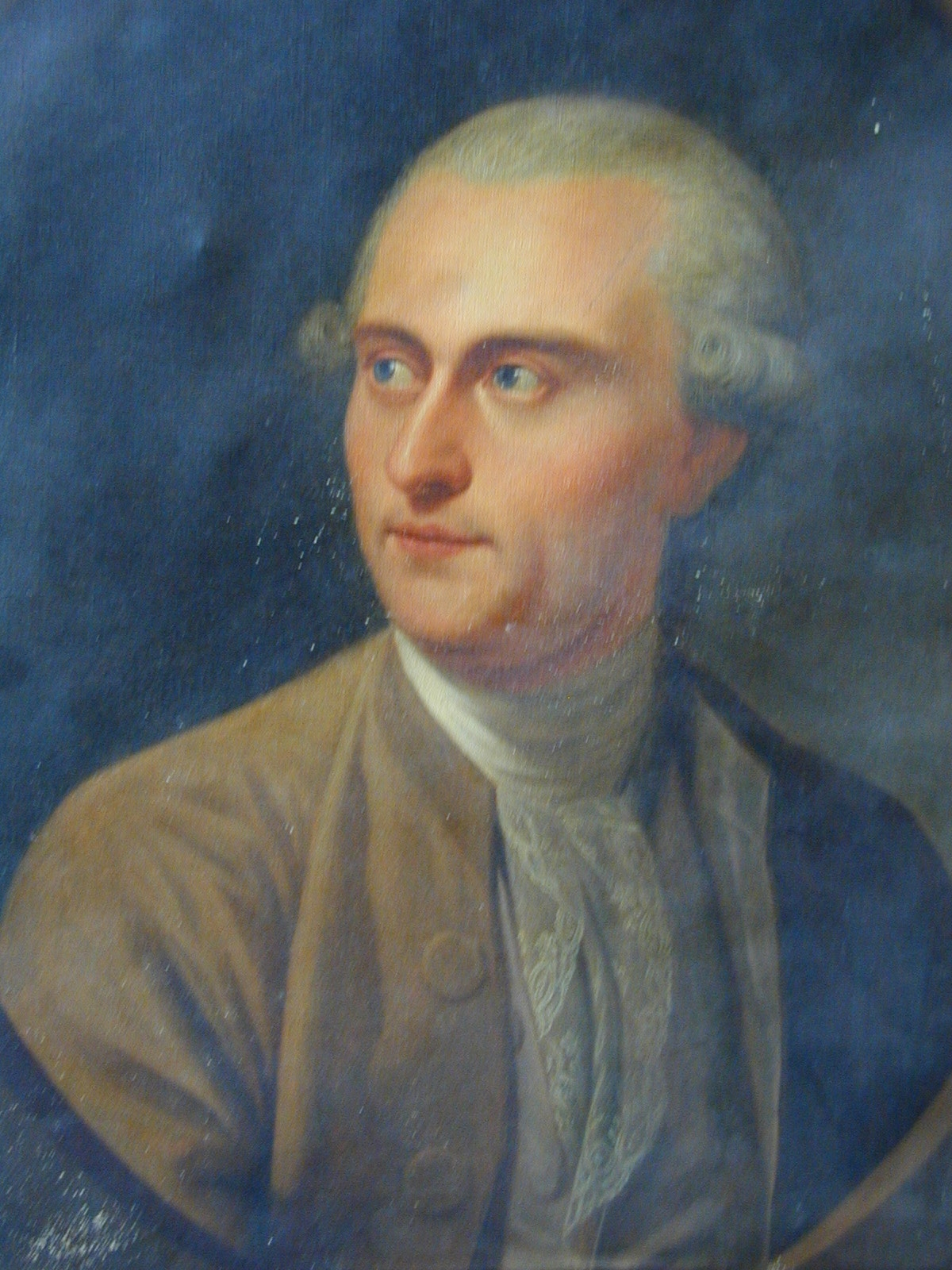
Dipinto "Johann Paul Feminis" di aziende Johann Anton Farina di Colonia

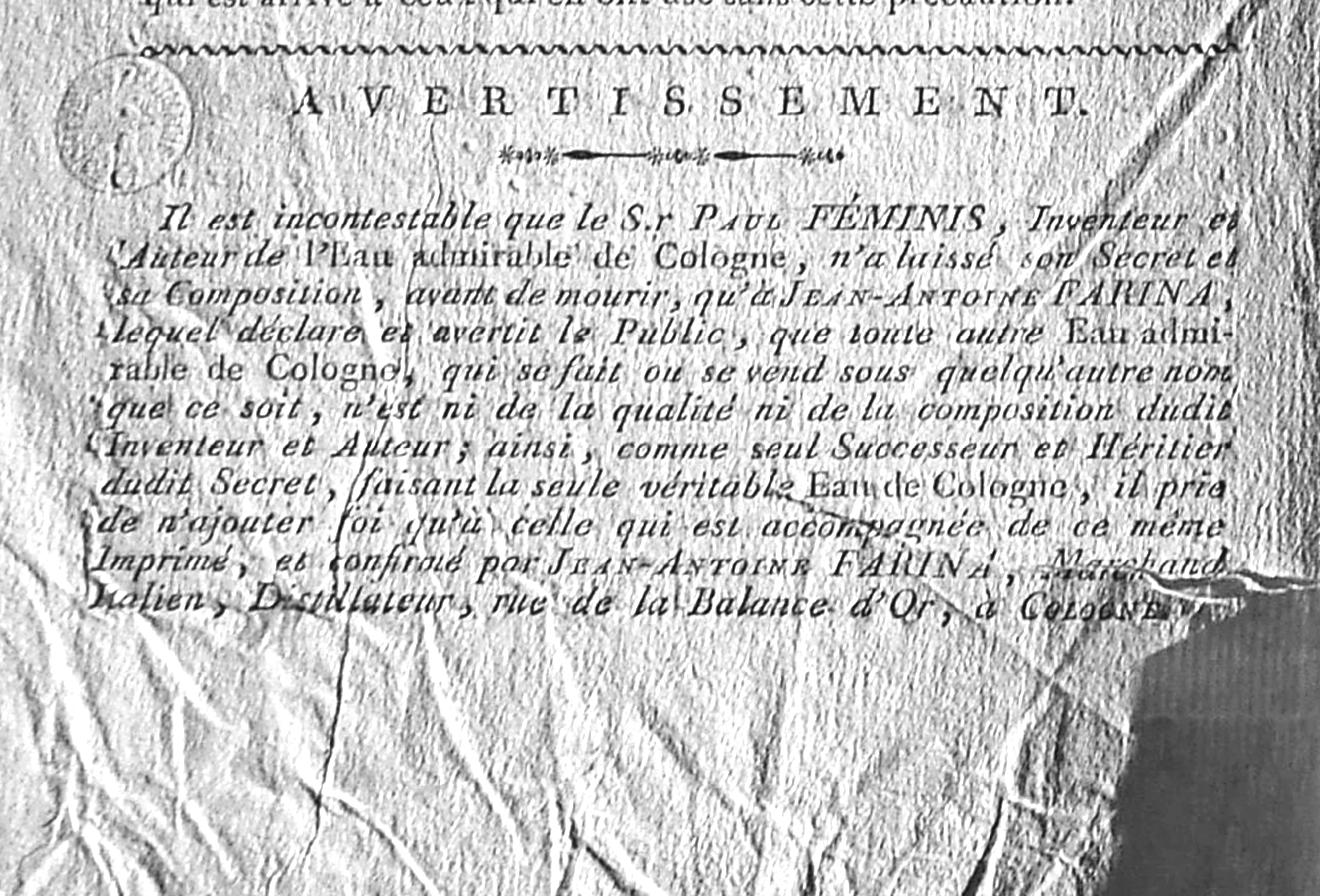
Prospetto informativo di Giovanni Antonio Farina in cui si attesta che la formula della sua Eau admirable de Cologne gli è stata data da Giovanni Paolo Feminis (ca 1660-1736)

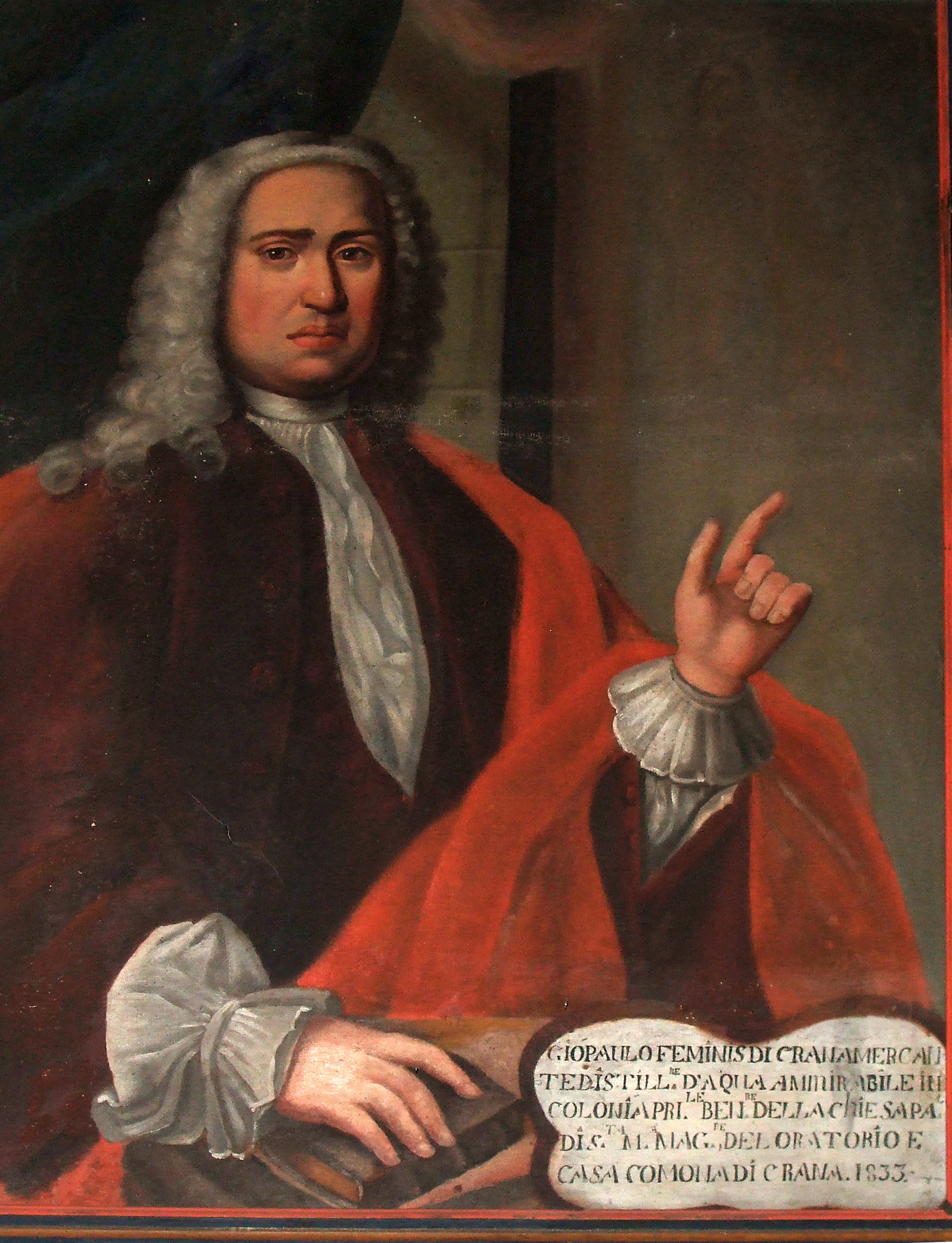
Dipinto di autore anonimo e non datato. Nel retro della tela un testo in francese non firmato attribuisce il ritratto al profumiere di Colonia Giovanni Paolo Feminis (ca 1660-1736). Il dipinto è stato esposto per la prima volta l'11 luglio 2009 alla mostra La mirabilis storia dell'Acqua di Colonia di Santa Maria Maggiore (VB)

Giovanni Antonio Farina (Santa Maria Maggiore, 24 maggio 1718 – Colonia, 21 aprile 1787) è stato un profumiere e commerciante italiano, erede della formula per la produzione di un'Aqua Mirabilis inventata dal conterraneo Giovanni Paolo Feminis.

## Biografia
Giovanni Antonio Farina fu il primo figlio di Carlo Gerolamo (Santa Maria Maggiore 10 aprile 1693 – Düsseldorf 16 febbraio 1762). Suo padre, sposato con Maria Teresa Visina (Toceno, Val Vigezzo, 7 settembre 1694 – Santa Maria Maggiore 14 agosto 1772) era emigrato in Germania, a Colonia, insieme ai fratelli Giovanni Battista (1683-1732) e Giovanni Maria (1685-1766).
Giovanni Antonio sposò il 27 giugno del 1746 a Santa Maria Maggiore (Italia), in Val Vigezzo, Maria Giacoma Francesca Barbieri (25.01.1726–14.01.1784) dalla quale ebbe sette figli: Carlo Gerolamo Andrea (20.11.1750-07.12.1828), Maria Teresia (04.02.1754-17.01.1810), Giovanni Maria (27.01.1755-14.01.1813), Giuseppe Antonio (21.03.1759-08.10.1791), Johan Baptist Wilhelm (19.02.1763-?), Carl Franz Gereon (12.10.1764-22.09.1821). 
A Colonia lavorò nell'azienda commerciale di Giovanni Paolo Feminis dove apprese formula e tecniche per produrre un'Aqua mirabilis o di Colonia.
Dopo la morte della moglie di Feminis, Sophia Ryfarts (ca 1660-1739), Giovanni Antonio continuò l'attività costituendo la Zur Stadt Mailand che ebbe notevole successo. E dal 1762 portò la sua Acqua sul mercato di Parigi.
Due dei figli di Giovanni Antonio seguirono le sue orme. Giovanni Maria (Colonia 1755-1813), fonderà nel 1788 la Zur Stadt Turin.  Giuseppe Antonio (1759-1791) erediterà la società del padre, la Zur Stadt Mailand. Infine dal figlio maggiore Carlo Gerolamo Andrea (1750-1828), rimasto a vivere Santa Maria Maggiore, nascerà Jean-Marie Farina, nipote dunque di Giovanni Antonio, creatore nel 1806 della maison Jean-Marie Farina di rue St Honoré, nº333, di fronte al mercato St. Honoré, davanti ai Jacobins. La sua azienda poi finirà nelle mani di Roger&Gallet.
Il padre di Giovanni Antonio, Carlo Gerolamo, dopo la fallimentare esperienza della società commerciale del fratello Giovanni Battista in società con il cognato Francesco Baldassarre Borgnis nel 1907 e durata solo tre anni, era entrato nella Fratelli Farina & Co costituita nel 1714-15 insieme a Giovanni Battista e a Giovanni Maria. Ma nel 1718 circa ruppe i rapporti e si trasferì a Düsseldorf. Lì fondò la società commerciale Zum goldene Schwerdt (La spada d'oro) insieme a Giulio Farina (ca 1687–Santa Maria Maggiore 28 maggio 1743, nonno di Carlo Franchesco Farina, Santa Maria Maggiore 05.08.1755 - Düsseldorf 25.09.1830, produttore dell'Acqua di Colonia 4711) e all'amico Antonio Cantadore e produsse anch'egli una sua Aqua mirabilis. La ditta Zum goldene Schwerdt passò poi nelle mani del banchiere e uomo d'affari Giulio Cesare Farina (1751-1829), nipote di Giulio.
Giovanni Maria (1685-1766), a sua volta, dopo aver preso la residenza a Colonia il 12 ottobre 1735, condizione indispensabile per creare una società, fonderà un'altra impresa di successo la Johann Maria Farina Gegenüber dem Jülichsplatz  (di fronte alla piazza Jülichs) e chiamò la sua acqua Eau Admirable, come lo provano i foglietti d'istruzione della ditta stessa trovati presso la Biblioteca Nazionale di Parigi. Nemmeno questo Farina ebbe eredi diretti e alla morte, nel 1766, lasciò la ditta al figlio di suo fratello Giovanni Battista, Giovanni Maria Farina (1713-1792).
Nel 1865, nella sola città di Colonia, le ditte Farina divennero una quarantina.